# Copa del Rey de fútbol 1903
La Copa del Rey de Fútbol de 1903, y oficialmente Campeonato de España de 1903, fue la primera edición del Campeonato de España-Copa de Su Majestad el Rey reconocida por la Federación Española. Denominada así por la cesión de una copa de plata del monarca Alfonso XIII, se disputó entre los días 6 y 8 de abril de 1903 en Madrid, siendo conquistada por el Athletic Club al vencer por 3-2 a la (Sociedad) Madrid Foot-Ball Club, quien corrió a cargo de la organización.
Pese al éxito obtenido por el Concurso del año anterior, tres fueron los equipos que se inscribieron pese al incipiente número de clubes que ya se encontraban formalizados en España. Padrós extendió invitaciones para participar en el torneo a los clubes de fútbol más importantes existentes en España, pero la mayor parte de los clubes declinaron participar. Así rehusaron participar las sociedades de fútbol de Vigo, Huelva, Salamanca y San Sebastián. Mientras que el finalista de la Copa de la Coronación, el Foot-ball Club Barcelona, tampoco aceptó la invitación.
Finalmente fueron tres los equipos inscritos: el Madrid F. C. —club organizador—, el Club Español de Foot-ball —al que se le incorporaron algunos refuerzos del Iberia Sport Club— y el Athletic Club —sin reforzarse esta vez con jugadores del Bilbao Foot-ball Club—.
El sistema de competición finalmente elegido para la disputa del torneo fue la de una liguilla todos contra todos a una sola vuelta. La competición transcurrió de tal forma que el último partido fue el decisivo para dilucidar el campeón, debido a ello la Real Federación Española de Fútbol (RFEF) —nacida años después como máximo organismo regulador del fútbol en el país— considera este encuentro como la final del torneo de 1903.
Como anécdota, cabe destacar que la victoria final del Athletic Club propició que un grupo de espectadores bilbaínos asentados en la capital decidiera fundar un filial del Athletic Club en Madrid, dando origen al Athletic Club (Sucursal de Madrid) a finales de ese mismo mes de abril.

## Equipo debutante
- Athletic Club

## Desarrollo
El año anterior se había organizado en Madrid el Concurso Madrid de Foot-ball o Copa de la Coronación, un torneo de fútbol para conmemorar la mayoría de edad del rey Alfonso XIII y que reunió en Madrid a los mejores equipos de fútbol existentes en España. Dado el éxito que tuvo la competición, su promotor, Carlos Padrós decidió organizar un torneo con el mismo formato y que se celebraría con periodicidad anual. Obtuvo el patrocinio del propio monarca que donó una copa que en adelante sería obtenida en propiedad por aquel club que ganara el torneo durante tres años consecutivos o cinco alternos, normativa vigente en la actualidad.
El Madrid Foot-Ball Club, club al que pertenecía Padrós, asentó las bases como promotor, teniendo lugar los partidos en el Hipódromo de la Castellana de Madrid, donde se había jugado en 1902 el certamen precedente. Dichas bases del que sería el primer Campeonato de España de clubes, fueron recogidas por el Diario El Cardo de Madrid en su publicación del 8 de enero:

BASES
1.º “Podrán tomar parte en este concurso todas las Sociedades de Foot-Ball Asociación de España legalmente constituidas.

2.º Para hacer la inscripción habrán de dirigirse al Presidente del Madrid Foot-Ball Club, paseo Plaza de Toros, 10, bajo, antes del 3.º de Enero de 1903, en carta firmada por el Presidente ó Secretario y acompañando una lista con el bando y suplentes, cuyo número es ilimitado, firmado por el capitán.

3.º No podrán tomar parte en este concurso más que jugadores que pertenezcan á una sola Sociedad y que estén domiciliados en España, por lo menos desde la fecha de la inscripción.

4.º Sólo podrán tomar parte en el concurso en Madrid una Sociedad de cada provincia, y si se inscribieran más de una, jugarán partidos entre sí, bajo las condiciones siguientes:
     a) Elegirán entre ellas un jurado que resolverá sin apelación cuanto se origine.
     b) En los meses de Febrero, Marzo y antes del 20 de Abril, cada bando jugará dos partidos contra cada uno de los demás, y se apuntará dos puntos por partido ganado y uno si hay empate, ganando el que obtenga mayor número.
     c) Si al final del ejercicio hay bandos empatados, el jurado designará los días de encuentros definitivos.
     d) Las Sociedades vencedoras en cada provincia serán las que únicamente tomarán parte en el concurso de Madrid.
     e) El jurado remitirá a la comisión organizadora el acta del resultado de los partidos antes del 25 de Abril.

5.º Si en alguna provincia se estuviera celebrando otro concurso, será válido el resultado para éste, siempre que las Sociedades se inscriban á las bases 1.ª, 2.ª y 3.ª.

6.º Los partidos del conctirso en Madrid se celebrarán en la primera quincena de Mayo y en los campos, días y horas que la comisión organizadora anunciará oportunamente.

7.º Estos partidos se jugarán por series eliminatorias, sorteándose los bandos, dos á dos, resultando campeón el que gane la última serie y disponiéndose en días alternos para descanso de los jugadores.

8.º Los partidos se celebrarán con cualquier tiempo si no hay acuerdo en contra por parte de los capitanes respectivos.

9.º Los jueces se nombrarán de común acuerdo entre los capitanes de los bandos. De no estar conformes será el jurado nombrado por la comisión organizadora el que le haga.

10.º En caso de empate, el juez árbitro podrá prolongar el partido por tiempos de quince minutos, con cambio de terreno á los siete y uno de descanso.

11.º El juez árbitro dará cuenta al jurado del resultado de los partidos, en acta firmada por él y los dos capitanes.

12.º Diferencias y reclamaciones de cualquier índole tendrán que hacerse por escrito al jurado antes de veinticuatro horas y su fallo será inapelable.

13.º La copa quedará propiedad de la Sociedad que durante tres años sucesivos obtenga el campeonato.

14.º La Sociedad que obtenga el campeonato queda obligada á disputarlo al año siguiente á las Sociedades que se inscriban, y si fuera vencida, á entregar la copa á la Sociedad vencedora en su provincia ó en Madrid.

15.º Si la Sociedad que obtuviera la copa uno ó dos años seguidos se disolviera, hará entrega de ella á la comisión organizadora.

16.º En estos partidos regirá cada año el reglamento aprobado últimamente por la Asociación de Clubs de Foot-Ball de Inglaterra.”
Carlos Padrós. Madrid, Enero de 1903.

### Participantes
| Equipos participantes | Equipos participantes | Equipos participantes     |
| --------------------- | --------------------- | ------------------------- |
| Madrid Foot-Ball Club | Athletic Club         | Club Español de Foot-Ball |

## Fase final
El sistema de competición finalmente elegido para la disputa del torneo fue la de una liguilla todos contra todos a una sola vuelta. El 6 de abril, el Madrid F. C. abrió el torneo goleando al Español de Barcelona por 4-1. Al día siguiente el Athletic Club hizo lo propio con los catalanes ganando por 4-0.
| 1ª Jornada; 6 de abril de 1903 | Madrid F. C.                    | 4 - 1 | Club Español de Foot-Ball | Hipódromo de la Castellana, Madrid |  |
|                                | A. Giralt · J. Giralt · Parages |       | Cenarro 40'               |                                    |  |

| 2ª Jornada; 7 de abril de 1903 | Athletic Club                                                   | 4 - 0 | Club Español de Foot-Ball | Hipódromo de la Castellana, Madrid |  |
|                                | Alejandro de la Sota Eizaguirre · Juan Astorquia · Walter Evans |       |                           |                                    |  |

### Final
De esa forma se llegó al día 8 de abril en que se disputaría el último y decisivo encuentro entre vascos y madrileños, que iba a dilucidar el campeón del torneo. Tal es así que la R. F. E. F. considera este encuentro como la final del torneo de 1903. Ante 5.000 espectadores, el Madrid F. C. comenzó el partido jugando mejor que su oponente y se fue al descanso ganando por 2-0. Sin embargo, el Athletic tuvo fuerzas para completar en la segunda parte una gran remontada que dio la vuelta al partido. Seis jugadores del Athletic se habían proclamado campeones de la Copa de la Coronación el año anterior con el Club Vizcaya.
Cuentan las crónicas que la emotiva remontada del Athletic Club caló tanto en algunos espectadores del partido, que un grupo de ellos decidió fundar un filial del Athletic Club en Madrid, dando origen al Club Atlético de Madrid a finales de ese mismo mes de abril de 1903. Se rescata a continuación una de las crónicas del encuentro:

“En el Hipódromo se celebró hoy el match entre el Club de Madrid y el Athletic de Bilbao. Estos dos clubs se disputaban el campeonato y la copa de plata regalada por el rey. El Club Madrileño había vencido ya al de Barcelona. Había gran expectación en el público por presenciar esta lucha. El Club de Madrid ganó los dos primeros tantos, desarrollando un juego brillante. Después se puso á la defensiva y como cambiase el viento en favor de los bilbaínos, éstos consiguieron hacer tres goals, á pesar de que los madrileños hicieron una defensa superior á todo encomio. No se pudo hacer los cuatro tantos por falta material de tiempo y los bilbaínos resultaron victoriosos por tres tantos contra dos que habían obtenido los madrileños”
Crónica de El Noticiero Bilbaíno. Bilbao, 1903

| 1  | POR | Arthur Johnson         |  |
| 2  | DEF | Rafael Molera          |  |
| 3  | DEF | Mario Giralt           |  |
| 4  | MED | Armando Giralt         |  |
| 5  | MED | Patache Giralt         |  |
| 6  | MED | Enrique Normand        |  |
| 7  | DEL | Pedro Parages          |  |
| 8  | DEL | Miguel de Valdeterrazo |  |
| 9  | DEL | Antonio Neyra          |  |
| 10 | DEL | Federico Revuelto      |  |
| 11 | DEL | Manuel Vallarino       |  |

| 1  | POR | Alejandro Acha       |  |
| 2  | DEF | Luis Silva           |  |
| 3  | DEF | Amado Arana          |  |
| 4  | MED | Enrique Goiri        |  |
| 5  | MED | George Cockram       |  |
| 6  | MED | Manuel Ansoleaga     |  |
| 7  | DEL | Alejandro de la Sota |  |
| 8  | DEL | Eduardo Montejo      |  |
| 9  | DEL | Juan Astorquia       |  |
| 10 | DEL | Raymond Cazeaux      |  |
| 11 | DEL | Walter Evans         |  |

| 15' · 40' | Miguel de Valdeterrazo Antonio Neyra | 1:0 2:0 |

| 55' · 70' · 80' | Raymond Cazeaux Eduardo Montejo Alejandro de la Sota | 2:1 2:2 2:3 |

| Principal | José María Soler |

| 1  | POR | Arthur Johnson         |  |
| 2  | DEF | Rafael Molera          |  |
| 3  | DEF | Mario Giralt           |  |
| 4  | MED | Armando Giralt         |  |
| 5  | MED | Patache Giralt         |  |
| 6  | MED | Enrique Normand        |  |
| 7  | DEL | Pedro Parages          |  |
| 8  | DEL | Miguel de Valdeterrazo |  |
| 9  | DEL | Antonio Neyra          |  |
| 10 | DEL | Federico Revuelto      |  |
| 11 | DEL | Manuel Vallarino       |  |

| 1  | POR | Alejandro Acha       |  |
| 2  | DEF | Luis Silva           |  |
| 3  | DEF | Amado Arana          |  |
| 4  | MED | Enrique Goiri        |  |
| 5  | MED | George Cockram       |  |
| 6  | MED | Manuel Ansoleaga     |  |
| 7  | DEL | Alejandro de la Sota |  |
| 8  | DEL | Eduardo Montejo      |  |
| 9  | DEL | Juan Astorquia       |  |
| 10 | DEL | Raymond Cazeaux      |  |
| 11 | DEL | Walter Evans         |  |

| 15' · 40' | Miguel de Valdeterrazo Antonio Neyra | 1:0 2:0 |

| 55' · 70' · 80' | Raymond Cazeaux Eduardo Montejo Alejandro de la Sota | 2:1 2:2 2:3 |

| Principal | José María Soler |

| 1  | POR | Arthur Johnson         |  |
| 2  | DEF | Rafael Molera          |  |
| 3  | DEF | Mario Giralt           |  |
| 4  | MED | Armando Giralt         |  |
| 5  | MED | Patache Giralt         |  |
| 6  | MED | Enrique Normand        |  |
| 7  | DEL | Pedro Parages          |  |
| 8  | DEL | Miguel de Valdeterrazo |  |
| 9  | DEL | Antonio Neyra          |  |
| 10 | DEL | Federico Revuelto      |  |
| 11 | DEL | Manuel Vallarino       |  |

| 1  | POR | Alejandro Acha       |  |
| 2  | DEF | Luis Silva           |  |
| 3  | DEF | Amado Arana          |  |
| 4  | MED | Enrique Goiri        |  |
| 5  | MED | George Cockram       |  |
| 6  | MED | Manuel Ansoleaga     |  |
| 7  | DEL | Alejandro de la Sota |  |
| 8  | DEL | Eduardo Montejo      |  |
| 9  | DEL | Juan Astorquia       |  |
| 10 | DEL | Raymond Cazeaux      |  |
| 11 | DEL | Walter Evans         |  |

| 15' · 40' | Miguel de Valdeterrazo Antonio Neyra | 1:0 2:0 |

| 55' · 70' · 80' | Raymond Cazeaux Eduardo Montejo Alejandro de la Sota | 2:1 2:2 2:3 |

| Principal | José María Soler |

| 1  | POR | Arthur Johnson         |  |
| 2  | DEF | Rafael Molera          |  |
| 3  | DEF | Mario Giralt           |  |
| 4  | MED | Armando Giralt         |  |
| 5  | MED | Patache Giralt         |  |
| 6  | MED | Enrique Normand        |  |
| 7  | DEL | Pedro Parages          |  |
| 8  | DEL | Miguel de Valdeterrazo |  |
| 9  | DEL | Antonio Neyra          |  |
| 10 | DEL | Federico Revuelto      |  |
| 11 | DEL | Manuel Vallarino       |  |

| 1  | POR | Alejandro Acha       |  |
| 2  | DEF | Luis Silva           |  |
| 3  | DEF | Amado Arana          |  |
| 4  | MED | Enrique Goiri        |  |
| 5  | MED | George Cockram       |  |
| 6  | MED | Manuel Ansoleaga     |  |
| 7  | DEL | Alejandro de la Sota |  |
| 8  | DEL | Eduardo Montejo      |  |
| 9  | DEL | Juan Astorquia       |  |
| 10 | DEL | Raymond Cazeaux      |  |
| 11 | DEL | Walter Evans         |  |

| 15' · 40' | Miguel de Valdeterrazo Antonio Neyra | 1:0 2:0 |

| 55' · 70' · 80' | Raymond Cazeaux Eduardo Montejo Alejandro de la Sota | 2:1 2:2 2:3 |

| Principal | José María Soler |

|                       |
| Campeón Athletic Club |
| 1.er título           |

## Goleadores
La tabla de máximos goleadores según los datos de la época fue la siguiente:
| Jugador              | Equipo               | Goles |
| -------------------- | -------------------- | ----- |
| Juan de Astorquia    | Athletic Club        | 2     |
| Armando Giralt       | Madrid Football Club | 2     |
| Alejandro de la Sota | Athletic Club        | 2     |